# Dextrinelijm
Dextrinelijm is een  lijm gemaakt van afgebroken koolhydraten, van zetmeel. De lijm is oplosbaar in water.
Toepassinggebieden zijn;
- labels, enveloppen en wikkels
- voedsel- en medicijnindustrie
- vulmiddel in schildertechnieken